# دهستان ده‌پیر شمالی
ده پیرشمالی، دهستانی است از توابع بخش مرکزی شهرستان خرم‌آباد در استان لرستان ایران.

## جمعیت
براساس سرشماری سال ۱۳۸۵ جمعیت آن ۶٬۳۳۲ نفر (۱٬۳۷۷ خانوار) بوده است.

## قومیت و زبان
ساکنین این دهستان عمدتاً از ایلات سکوند، بیرانوند و طوایف گله دار، رکرک، چنگایی، محمودوند و خالوند، چگنی می‌باشند که به گویش‌های مینجایی (خرم‌آبادی) از زبان لری تکلم می‌کنند.